# Schlachten von Latrun
Als Schlachten um Latrun bezeichnet man mehrere Gefechte zwischen den israelischen Streitkräften und der transjordanischen Arabischen Legion sowie palästinensischen Milizen im Palästinakrieg. Die Kampfhandlungen dauerten mit mehreren Unterbrechungen vom 25. Mai bis zum 18. Juli 1948 an. Die israelischen Truppen versuchten vergeblich, die strategisch bedeutende Stellung um Latrun zu erobern. Diese kontrolliert die Straße zwischen Tel Aviv und Jerusalem. Sie scheiterten dabei am Widerstand der Arabischen Legion.

## Vorgeschichte

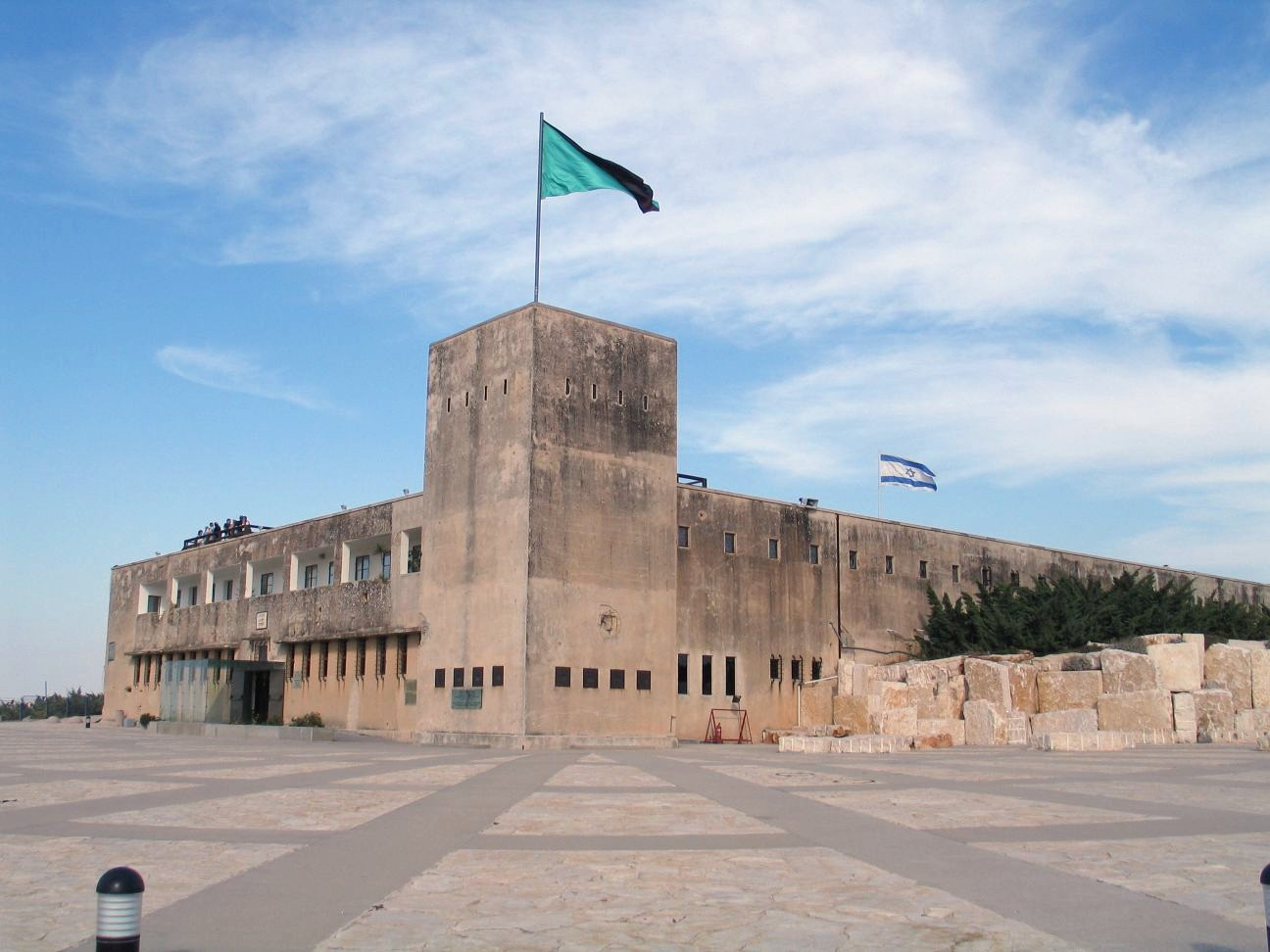
Tegart-Polizeifort Latrun, heute Teil des Museums der israelischen Panzertruppe, Aufnahme von 2005

Seit November 1947 herrschte nach der UN-Teilungsresolution 181 zur Teilung Palästinas Bürgerkrieg im Mandatsgebiet Palästina zwischen paramilitärischen Einheiten der palästinensisch-jüdischen Gemeinschaft und arabischen Milizen mit Unterstützung der arabischen Staaten. Am 14. Mai 1948 endete das britische Völkerbundsmandat für Palästina; nach dem vollständigen Rückzug der britischen Truppen im Mai 1948 ließen mehrere arabische Staaten ihre regulären Militäreinheiten einmarschieren.
Dabei besetzte und eroberte die Arabische Legion östliche Teile Jerusalems, das spätere Ostjerusalem, mitsamt dort befindlichen jüdischen Wohnvierteln. Latrun war dabei von strategischem Interesse. Von der festungsartigen Polizeistation bei Latrun und den umliegenden Dörfern konnte man zwei Straßen kontrollieren: die von Tel Aviv nach Jerusalem und die von Ramallah nach Maǧdal ʿAsqalan.
Der Oberkommandierende der Legion Glubb Pascha fürchtete eine Verstärkung der israelischen Truppen im westlichen Teil Jerusalems. Infolgedessen plante er eine Blockade der Straßenverbindung. Das Fort bei Latrun war im April 1948 von britischen Truppen geräumt worden und seitdem von palästinensisch-arabischen Milizen und kleinen Einheiten der Arabischen Befreiungsarmee besetzt. Am 17. Mai beschloss der Kommandierende des 4. Regiments der Legion, Habas al-Majali, mit seinen Truppen die Stellung bei Latrun zu sichern. Tags darauf blockierte das Regiment die Straße nach Jerusalem und schnitt somit das israelisch gehaltene Westjerusalem vom Nachschub ab. Am 24. Mai verstärkte Glubb die Stellungen noch mit dem 2. Regiment der Legion unter Major Geoffrey Lockett.

## Erste Schlacht von Latrun

### Operation Bin Nun
Der israelische Premierminister Ben Gurion fürchtete den Fall Westjerusalems und eine Schwächung der israelischen Moral durch die Belagerung der Stadt. Er befahl darum eine schnellstmögliche Einnahme der Stellungen bei Latrun und einen Vorstoß gegen Jerusalem. Der Chef der Operationen des israelischen Generalstabs, Jigael Jadin, befürchtete, dass keine ausreichenden Kräfte zur Verfügung stünden, und verlangte eine Verschiebung des Angriffstermins. Ben Gurion lehnte dies ab.
Transjordaniens Streitkräfte, die Arabische Legion, verfügten am 24. Mai über rund 2.300 reguläre Soldaten der Legion, hinzu kamen rund 800 palästinensische Milizionäre, 35 Panzerwagen, 16 Mörser und mehr als zwanzig Geschütze verschiedenen Kalibers. Die israelischen Truppen, zunächst gebildet aus bestehenden paramilitärischen Einheiten wie der Hagana (1920 aufgestellt) und anderen, wurden am 31. Mai 1948 zu den Israelischen Verteidigungsstreitkräften zusammengefasst, teils konnten auch Immigranten eingezogen werden. Munition war knapp und in manchen Einheiten fehlten sogar Feldflaschen. Der israelische Militärnachrichtendienst war über die Aufstellung der Legionstruppen nicht informiert und vermutete, Latrun würde nur von Milizen gehalten.
Infolgedessen stellte die israelische Armee drei Bataillone, davon eines in Reserve und noch nicht ganz aufgestellt mit zwei 65-mm-Geschützen und vier Davidka-Mörsern für den Angriff ab. Das Bataillon 32 sollte dabei direkt auf Latrun vorgehen, während das Bataillon 72 die Hügel südlich von Latrun einnehmen sollte. Geplant war ein Nachtangriff. Die Truppen setzten sich vier bis sechs Stunden zu spät in Bewegung, griffen bei Tageslicht an und waren dem transjordanischen Artilleriefeuer voll ausgesetzt.
Der Angriff scheiterte mit 72 Toten, 120 Verwundeten und 6 Kriegsgefangenen auf israelischer Seite.

### Operation Bin Nun Bet
Der Nahrungs- und Wassermangel in Jerusalem nahm zu; die UN beriet deshalb über einen vierwöchigen Waffenstillstand. Ben Gurion fürchtete, dass Jerusalem ausgehungert werden könnte und er befahl eine zweite Offensive. Dieses Mal stellten die Israelis wiederum drei Bataillone ab (eines davon in Reserve) und führten einen Nachtangriff am 30. Mai 1948 durch. Den Israelis gelang es, mit Pioniertruppen eine Bresche in die Außenwand des Forts zu sprengen und das Trappistenkloster bei Latrun zu erobern. Die Israelis konnten aber während der Nacht keine dauerhaften Positionen einnehmen; sie befürchteten einen transjordanischen Gegenangriff bei Tageslicht und zogen sich zurück. Diese Operation kostete die israelischen Streitkräfte 42 Tote und rund 80 Verwundete.

### Operation Yoram
Ben Gurion befahl eine weitere Offensive zur Öffnung der Straße. Diesmal wurden erfahrene Truppen der Jiftach- (3. Bataillon) und Har'el-Brigade (5. Bataillon) bereitgestellt. Ein weiteres Bataillon sollte durch Scheinangriffe von den Intentionen der Israelis ablenken. Wieder war ein Nachtangriff geplant, diesmal am 8./9. Juni 1948. Dabei sollten das 3. und das 5. Bataillon zwei Hügel südlich von Latrun besetzen. Beide Ziele wurden verfehlt. Das 5. Bataillon verlor bei dem Angriff 16 Mann und hatte 29 Verwundete. Das 3. Bataillon verlor Sicht- und Funkkontakt mit dem 5. Bataillon und griff nicht in die Kämpfe ein. Am 9. Juni um 5.30 Uhr zogen sich die israelischen Truppen zurück. Die Legion hatte mehrere Dutzend Gefallene zu beklagen.
Am 11. Juni beendete ein von der UN durchgesetzter Waffenstillstand die Kampfhandlungen bis auf Weiteres. Am 28. Mai war es israelischen Spähtrupps gelungen, eine alternative Route von Tel Aviv nach Jerusalem auszukundschaften. Diese wurde von Pionieren für den zivilen Verkehr und den Wassertransport per Pipeline ausgebaut und war am 10. Juni 1948 einsatzbereit. Diese sogenannte Burma Road stellte für den Rest des Krieges die Versorgung Westjerusalems sicher.

## Zweite Schlacht von Latrun
Nach dem Ende des Waffenstillstands vertrieben israelische Streitkräfte die verbliebenen arabischen Milizen aus dem Raum Lydda-Ramla und konnten somit die Stellungen der Legion bei Latrun von Norden wie von Süden bedrohen. Glubb verstärkte seine Truppen bei Latrun um ein weiteres Bataillon. Auch diese Verstärkung entging der israelischen Militäraufklärung. In der Nacht vom 14. auf den 15. Juli 1948 startete die israelische Armee einen erneuten Angriff auf Latrun im Rahmen der Operation Dani. Dabei sollten Truppen der Harʾel-Brigade von Südosten und Truppen der Jiftach-Brigade von Nordwesten eine Einkesselung der Stellungen durchführen. In schweren dreitägigen Gefechten konnten die Israelis den Ring bis auf drei Kilometer schließen, scheiterten aber am transjordanischen Widerstand. Am 18. Juli scheiterte ein letzter Panzerangriff mit zwei Cromwell-Panzern an transjordanischer Artillerie und Kommunikationsproblemen. Am selben Tag trat der zweite Waffenstillstand in Kraft und beendete damit die Kämpfe um Latrun.

## Folgen
Das strategisch wichtige Gebiet um Latrun blieb bis zum Sechstagekrieg in transjordanischem Besitz und diente der Sicherung der transjordanischen Position auf der West Bank, deren Besetzung das hauptsächliche Kriegsziel der transjordanischen Regierung war. Ben Gurion geriet durch seine Befehle stark in die Kritik, da die Angriffe durch die Burma Road sinnlos gewesen seien und schlecht ausgerüstete und mangelhaft ausgebildete Truppen geopfert wurden.